# 6 Heures de Spa 2012
Navigation
Édition précédente Édition suivante
Les 6 Heures de Spa 2012 sont la 32e édition de l'épreuve et se déroulent le 5 mai 2012.
La course compte pour le tout nouveau Championnat du monde d'endurance FIA 2012 et accepte des compétiteurs européens de l'European Le Mans Series 2012.

## Circuit

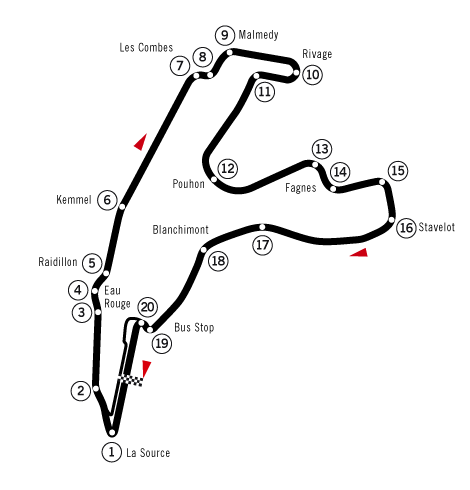
Le Circuit de Spa-Francorchamps, cadre des 6 Heures de Spa 2012.

Les 6 Heures de Spa 2012 se déroulent sur le Circuit de Spa-Francorchamps en Belgique, surnommé Le toboggan des Ardennes, en raison de son important dénivelé et de la présence de nombreuses courbes rapides. Certains de ses virages sont célèbres, comme l'Eau Rouge, Pouhon ou encore Blanchimont. Il est également caractérisé par de longues pleines charges, dues au fait que le tracé mesure plus de 7 km. Ce circuit est célèbre car il accueille la Formule 1 et qu'il est très ancré dans la compétition automobile.

## Qualifications
Voici le classement officiel au terme des qualifications. Les premiers de chaque catégorie sont signalés par un fond jauni.
| Position | Catégorie | Équipe                             | Pilote               | Temps          | Grille |
| -------- | --------- | ---------------------------------- | -------------------- | -------------- | ------ |
| 1        | LMP1      | no 2 Audi Sport Team Joest         | Allan McNish         | 2 min 01 s 579 | 1      |
| 2        | LMP1      | no 4 Audi Sport Team North America | Marco Bonanomi       | 2 min 02 s 093 | 2      |
| 3        | LMP1      | no 1 Audi Sport Team Joest         | Marcel Fässler       | 2 min 02 s 232 | 3      |
| 4        | LMP1      | no 3 Audi Sport Team Joest         | Loïc Duval           | 2 min 02 s 705 | 4      |
| 5        | LMP1      | no 12 Rebellion Racing             | Neel Jani            | 2 min 04 s 234 | 5      |
| 6        | LMP1      | no 21 Strakka Racing               | Danny Watts          | 2 min 04 s 636 | 6      |
| 7        | LMP1      | no 13 Rebellion Racing             | Andrea Belicchi      | 2 min 05 s 078 | 7      |
| 8        | LMP1      | no 22 JRM                          | Karun Chandhok       | 2 min 06 s 946 | 8      |
| 9        | LMP1      | no 17 Pescarolo Team               | Sébastien Bourdais   | 2 min 06 s 954 | 9      |
| 10       | LMP1      | no 15 OAK Racing                   | Guillaume Moreau     | 2 min 07 s 504 | 10     |
| 11       | LMP2      | no 25 ADR (en)-Delta               | John Martin          | 2 min 09 s 302 | 11     |
| 12       | LMP2      | no 32 Lotus                        | James Rossiter       | 2 min 09 s 343 | 12     |
| 13       | LMP2      | no 38 Jota                         | Sam Hancock          | 2 min 09 s 634 | 13     |
| 14       | LMP2      | no 24 OAK Racing                   | Olivier Pla          | 2 min 09 s 656 | 14     |
| 15       | LMP2      | no 31 Lotus                        | Renger van der Zande | 2 min 09 s 833 | 15     |
| 16       | LMP2      | no 49 Pecom Racing                 | Soheil Ayari         | 2 min 09 s 965 | 16     |
| 17       | LMP2      | no 41 Greaves Motorsport           | Elton Julian         | 2 min 10 s 656 | 17     |
| 18       | LMP2      | no 35 OAK Racing                   | Bas Leinders         | 2 min 10 s 875 | 18     |
| 19       | LMP2      | no 45 Boutsen Ginion Racing        | Jack Clarke (en)     | 2 min 11 s 052 | 19     |
| 20       | LMP2      | no 44 Starworks Motorsport         | Enzo Potolicchio     | 2 min 11 s 185 | 20     |
| 21       | LMP2      | no 48 Murphy Prototypes            | Warren Hughes        | 2 min 11 s 266 | 21     |
| 22       | LMP2      | no 26 Signatech Nissan             | Pierre Ragues        | 2 min 11 s 520 | 22     |
| 23       | LMP2      | no 40 Race Performance             | Ralph Meichtry       | 2 min 11 s 667 | 23     |
| 24       | LMP2      | no 23 Signatech Nissan             | Olivier Lombard      | 2 min 12 s 078 | 24     |
| 25       | LMP2      | no 28 Gulf Racing Middle East      | Stefan Johansson     | 2 min 14 s 297 | 25     |
| 26       | LMP2      | no 29 Gulf Racing Middle East      | Jean-Denis Delétraz  | 2 min 15 s 537 | 26     |
| 27       | LMP2      | no 43 Extrême Limite ARIC          | Philippe Haezebrouck | 2 min 17 s 810 | 27     |
| 28       | GTE Pro   | no 59 Luxury Racing                | Frédéric Makowiecki  | 2 min 19 s 770 | 28     |
| 29       | GTE Pro   | no 51 AF Corse                     | Giancarlo Fisichella | 2 min 20 s 143 | 29     |
| 30       | GTE Pro   | no 97 Aston Martin Racing          | Stefan Mücke         | 2 min 20 s 227 | 30     |
| 31       | GTE Pro   | no 77 Team Felbermayr-Proton       | Marc Lieb            | 2 min 20 s 251 | 31     |
| 32       | GTE Pro   | no 71 AF Corse                     | Andrea Bertolini     | 2 min 20 s 885 | 32     |
| 33       | GTE Am    | no 67 IMSA Performance Matmut      | Nicolas Armindo      | 2 min 21 s 640 | 33     |
| 34       | GTE Am    | no 81 AF Corse                     | Marco Cioci          | 2 min 21 s 975 | 34     |
| 35       | GTE Am    | no 58 Luxury Racing                | Gunnar Jeannette     | 2 min 22 s 062 | 35     |
| 36       | GTE Am    | no 50 Larbre Compétition           | Julien Canal         | 2 min 22 s 534 | 36     |
| 37       | GTE Am    | no 70 Larbre Compétition           | Jean-Philippe Belloc | 2 min 22 s 542 | 37     |
| 38       | GTE Am    | no 61 AF Corse-Waltrip             | Rui Águas            | 2 min 23 s 116 | 38     |
| 39       | GTE Am    | no 55 JWA-Avila                    | Markus Palttala      | 2 min 24 s 035 | 39     |
| 40       | GTE Am    | no 88 Team Felbermayr-Proton       | Christian Ried       | 2 min 25 s 358 | 40     |
| 41       | GTE Am    | no 57 Krohn Racing                 | Tracy Krohn          | 2 min 26 s 763 | 41     |
| 42       | LMP2      | no 30 Status GP                    | Pas de temps         | Pas de temps   | —      |

## Résultats
Voici le classement officiel au terme de la course.
- Les premiers de chaque catégorie du championnat du monde sont signalés par un fond jaune.
- Les vainqueurs de chaque catégorie sont signalés par un fond vert.
- Pour la colonne Pneus, il faut passer le curseur au-dessus du modèle pour connaître le manufacturier de pneumatiques.

| Pos         | Cat       | n° | Équipe                        | Pilotes                                                | Châssis                                  | Pneus | Tours |
| Pos         | Cat       | n° | Équipe                        | Pilotes                                                | Moteur                                   | Pneus | Tours |
| ----------- | --------- | -- | ----------------------------- | ------------------------------------------------------ | ---------------------------------------- | ----- | ----- |
| 1           | LMP1      | 3  | Audi Sport Team Joest         | Romain Dumas Loïc Duval Marc Gené                      | Audi R18 ultra                           | M     | 160   |
| 1           | LMP1      | 3  | Audi Sport Team Joest         | Romain Dumas Loïc Duval Marc Gené                      | Audi TDI 3,7 L Turbo V6 (Diesel)         | M     | 160   |
| 2           | LMP1      | 1  | Audi Sport Team Joest         | André Lotterer Marcel Fässler Benoît Tréluyer          | Audi R18 e-tron quattro                  | M     | 160   |
| 2           | LMP1      | 1  | Audi Sport Team Joest         | André Lotterer Marcel Fässler Benoît Tréluyer          | Audi TDI 3,7 L Turbo V6 (Hybride Diesel) | M     | 160   |
| 3           | LMP1      | 4  | Audi Sport Team North America | Oliver Jarvis Marco Bonanomi                           | Audi R18 ultra                           | M     | 159   |
| 3           | LMP1      | 4  | Audi Sport Team North America | Oliver Jarvis Marco Bonanomi                           | Audi TDI 3,7 L Turbo V6 (Diesel)         | M     | 159   |
| 4           | LMP1      | 2  | Audi Sport Team Joest         | Allan McNish Tom Kristensen Rinaldo Capello            | Audi R18 e-tron quattro                  | M     | 159   |
| 4           | LMP1      | 2  | Audi Sport Team Joest         | Allan McNish Tom Kristensen Rinaldo Capello            | Audi TDI 3,7 L Turbo V6 (Hybride Diesel) | M     | 159   |
| 5           | LMP1      | 12 | Rebellion Racing              | Nicolas Prost Neel Jani Nick Heidfeld                  | Lola B12/60                              | M     | 156   |
| 5           | LMP1      | 12 | Rebellion Racing              | Nicolas Prost Neel Jani Nick Heidfeld                  | Toyota RV8KLM 3,4 L V8                   | M     | 156   |
| 6           | LMP1      | 13 | Rebellion Racing              | Andrea Belicchi Harold Primat                          | Lola B12/60                              | M     | 155   |
| 6           | LMP1      | 13 | Rebellion Racing              | Andrea Belicchi Harold Primat                          | Toyota RV8KLM 3,4 L V8                   | M     | 155   |
| 7           | LMP1      | 21 | Strakka Racing                | Nick Leventis Jonny Kane Danny Watts                   | HPD ARX-03a                              | M     | 154   |
| 7           | LMP1      | 21 | Strakka Racing                | Nick Leventis Jonny Kane Danny Watts                   | Honda LM-V8 3.4L V8                      | M     | 154   |
| 8           | LMP2      | 38 | Jota                          | Sam Hancock Simon Dolan                                | Zytek Z11SN                              | D     | 151   |
| 8           | LMP2      | 38 | Jota                          | Sam Hancock Simon Dolan                                | Nissan VK45DE 4,5 L V8                   | D     | 151   |
| 9           | LMP2      | 25 | ADR (en)-Delta                | John Martin Robbie Kerr Tor Graves                     | Oreca 03                                 | D     | 151   |
| 9           | LMP2      | 25 | ADR (en)-Delta                | John Martin Robbie Kerr Tor Graves                     | Nissan VK45DE 4,5 L V8                   | D     | 151   |
| 10          | LMP2      | 48 | Murphy Prototypes             | Warren Hughes Jody Firth Brendon Hartley               | Oreca 03                                 | D     | 151   |
| 10          | LMP2      | 48 | Murphy Prototypes             | Warren Hughes Jody Firth Brendon Hartley               | Nissan VK45DE 4,5 L V8                   | D     | 151   |
| 11          | LMP2      | 35 | OAK Racing                    | David Heinemeier Hansson Bas Leinders                  | Morgan LMP2                              | D     | 150   |
| 11          | LMP2      | 35 | OAK Racing                    | David Heinemeier Hansson Bas Leinders                  | Judd HK 3,6 L V8                         | D     | 150   |
| 12          | LMP1      | 22 | JRM Racing                    | Peter Dumbreck David Brabham Karun Chandhok            | HPD ARX-03a                              | M     | 150   |
| 12          | LMP1      | 22 | JRM Racing                    | Peter Dumbreck David Brabham Karun Chandhok            | Honda LM-V8 3.4L V8                      | M     | 150   |
| 13          | LMP2      | 45 | Boutsen Ginion Racing         | Bastien Brière Jack Clarke Jens Petersen               | Oreca 03                                 | D     | 149   |
| 13          | LMP2      | 45 | Boutsen Ginion Racing         | Bastien Brière Jack Clarke Jens Petersen               | Nissan VK45DE 4,5 L V8                   | D     | 149   |
| 14          | LMP2      | 28 | Gulf Racing Middle East       | Fabien Giroix Maxime Jousse (pt) Stefan Johansson      | Lola B12/80                              | D     | 148   |
| 14          | LMP2      | 28 | Gulf Racing Middle East       | Fabien Giroix Maxime Jousse (pt) Stefan Johansson      | Nissan VK45DE 4,5 L V8                   | D     | 148   |
| 15          | LMP1      | 17 | Pescarolo Team                | Nicolas Minassian Sébastien Bourdais                   | Dome S102.5                              | M     | 147   |
| 15          | LMP1      | 17 | Pescarolo Team                | Nicolas Minassian Sébastien Bourdais                   | Judd DB 3,4 L V8                         | M     | 147   |
| 16          | LMP2      | 41 | Greaves Motorsport            | Christian Zugel Ricardo González Elton Julian          | Zytek Z11SN                              | D     | 147   |
| 16          | LMP2      | 41 | Greaves Motorsport            | Christian Zugel Ricardo González Elton Julian          | Nissan VK45DE 4,5 L V8                   | D     | 147   |
| 17          | LMP2      | 24 | OAK Racing                    | Jacques Nicolet Olivier Pla Matthieu Lahaye            | Morgan LMP2                              | D     | 144   |
| 17          | LMP2      | 24 | OAK Racing                    | Jacques Nicolet Olivier Pla Matthieu Lahaye            | Judd HK 3,6 L V8                         | D     | 144   |
| 18          | LMGTE Pro | 77 | Team Felbermayr-Proton        | Marc Lieb Richard Lietz                                | Porsche 911 GT3 RSR (997)                | M     | 144   |
| 18          | LMGTE Pro | 77 | Team Felbermayr-Proton        | Marc Lieb Richard Lietz                                | Porsche 4,0 L Flat-6                     | M     | 144   |
| 19          | LMGTE Pro | 51 | AF Corse                      | Giancarlo Fisichella Gianmaria Bruni                   | Ferrari 458 Italia GT2                   | M     | 144   |
| 19          | LMGTE Pro | 51 | AF Corse                      | Giancarlo Fisichella Gianmaria Bruni                   | Ferrari 4,5 L V8                         | M     | 144   |
| 20          | LMGTE Pro | 59 | Luxury Racing                 | Frédéric Makowiecki Jaime Melo Jr.                     | Ferrari 458 Italia GT2                   | M     | 143   |
| 20          | LMGTE Pro | 59 | Luxury Racing                 | Frédéric Makowiecki Jaime Melo Jr.                     | Ferrari 4,5 L V8                         | M     | 143   |
| 21          | LMGTE Pro | 71 | AF Corse                      | Andrea Bertolini Olivier Beretta                       | Ferrari 458 Italia GT2                   | M     | 141   |
| 21          | LMGTE Pro | 71 | AF Corse                      | Andrea Bertolini Olivier Beretta                       | Ferrari 4,5 L V8                         | M     | 141   |
| 22          | LMGTE Am  | 67 | IMSA Performance Matmut       | Anthony Pons Nicolas Armindo Raymond Narac             | Porsche 911 GT3 RSR (997)                | M     | 139   |
| 22          | LMGTE Am  | 67 | IMSA Performance Matmut       | Anthony Pons Nicolas Armindo Raymond Narac             | Porsche 4,0 L Flat-6                     | M     | 139   |
| 23          | LMP2      | 29 | Gulf Racing Middle East       | Keiko Ihara (en) Jean-Denis Delétraz                   | Lola B12/80                              | D     | 139   |
| 23          | LMP2      | 29 | Gulf Racing Middle East       | Keiko Ihara (en) Jean-Denis Delétraz                   | Nissan VK45DE 4,5 L V8                   | D     | 139   |
| 24          | LMGTE Am  | 88 | Team Felbermayr-Proton        | Christian Ried Gianluca Roda Paolo Ruberti             | Porsche 911 GT3 RSR (997)                | M     | 139   |
| 24          | LMGTE Am  | 88 | Team Felbermayr-Proton        | Christian Ried Gianluca Roda Paolo Ruberti             | Porsche 4,0 L Flat-6                     | M     | 139   |
| 25          | LMP2      | 49 | Pecom Racing                  | Luís Pérez Companc Soheil Ayari Pierre Kaffer          | Oreca 03                                 | D     | 139   |
| 25          | LMP2      | 49 | Pecom Racing                  | Luís Pérez Companc Soheil Ayari Pierre Kaffer          | Nissan VK45DE 4,5 L V8                   | D     | 139   |
| 26          | LMGTE Am  | 81 | AF Corse                      | Piergiuseppe Perazzini Marco Cioci Matt Griffin        | Ferrari 458 Italia GT2                   | M     | 138   |
| 26          | LMGTE Am  | 81 | AF Corse                      | Piergiuseppe Perazzini Marco Cioci Matt Griffin        | Ferrari 4,5 L V8                         | M     | 138   |
| 27          | LMGTE Am  | 50 | Larbre Compétition            | Patrick Bornhauser Julien Canal Fernando Rees          | Chevrolet Corvette C6.R                  | M     | 137   |
| 27          | LMGTE Am  | 50 | Larbre Compétition            | Patrick Bornhauser Julien Canal Fernando Rees          | Corvette 5.5L V8                         | M     | 137   |
| 28          | LMGTE Am  | 58 | Luxury Racing                 | Pierre Ehret Frankie Montecalvo Gunnar Jeannette       | Ferrari 458 Italia GT2                   | M     | 137   |
| 28          | LMGTE Am  | 58 | Luxury Racing                 | Pierre Ehret Frankie Montecalvo Gunnar Jeannette       | Ferrari 4,5 L V8                         | M     | 137   |
| 29          | LMP2      | 32 | Lotus                         | Luca Moro Kevin Weeda James Rossiter                   | Lola B12/80                              | D     | 137   |
| 29          | LMP2      | 32 | Lotus                         | Luca Moro Kevin Weeda James Rossiter                   | Lotus 3,6 L V8                           | D     | 137   |
| 30          | LMP2      | 26 | Signatech-Nissan              | Pierre Ragues Nelson Panciatici Roman Rusinov          | Oreca 03                                 | D     | 136   |
| 30          | LMP2      | 26 | Signatech-Nissan              | Pierre Ragues Nelson Panciatici Roman Rusinov          | Nissan VK45DE 4,5 L V8                   | D     | 136   |
| 31          | LMGTE Am  | 55 | JWA-Avila                     | Paul Daniels Joël Camathias Markus Palttala            | Porsche 911 GT3 RSR (997)                | P     | 134   |
| 31          | LMGTE Am  | 55 | JWA-Avila                     | Paul Daniels Joël Camathias Markus Palttala            | Porsche 4,0 L Flat-6                     | P     | 134   |
| 32          | LMGTE Am  | 57 | Krohn Racing                  | Tracy Krohn Niclas Jönsson Michele Rugolo              | Ferrari 458 Italia GT2                   | D     | 129   |
| 32          | LMGTE Am  | 57 | Krohn Racing                  | Tracy Krohn Niclas Jönsson Michele Rugolo              | Ferrari 4,5 L V8                         | D     | 129   |
| 33          | LMP2      | 23 | Signatech-Nissan              | Franck Mailleux Jordan Tresson Olivier Lombard         | Oreca 03                                 | D     | 128   |
| 33          | LMP2      | 23 | Signatech-Nissan              | Franck Mailleux Jordan Tresson Olivier Lombard         | Nissan VK45DE 4,5 L V8                   | D     | 128   |
| 34          | LMP2      | 44 | Starworks Motorsport          | Ryan Dalziel Enzo Potolicchio Stéphane Sarrazin        | HPD ARX-03b                              | D     | 123   |
| 34          | LMP2      | 44 | Starworks Motorsport          | Ryan Dalziel Enzo Potolicchio Stéphane Sarrazin        | Honda HR28TT 2.8L Turbo V6               | D     | 123   |
| 35 Abandon  | LMP1      | 15 | OAK Racing                    | Guillaume Moreau Dominik Kraihamer Bertrand Baguette   | OAK Pescarolo 01                         | D     | 151   |
| 35 Abandon  | LMP1      | 15 | OAK Racing                    | Guillaume Moreau Dominik Kraihamer Bertrand Baguette   | Judd DB 3,4 L V8                         | D     | 151   |
| 36 Abandon  | LMP2      | 31 | Lotus                         | Thomas Holzer (en) Mirco Schultis Renger Van der Zande | Lola B12/80                              | D     | 124   |
| 36 Abandon  | LMP2      | 31 | Lotus                         | Thomas Holzer (en) Mirco Schultis Renger Van der Zande | Lotus 3,6 L V8                           | D     | 124   |
| 37 Abandon  | LMP2      | 43 | Extrême Limite ARIC           | Philippe Haezebrouck Philippe Thirion                  | Norma M200P                              | D     | 83    |
| 37 Abandon  | LMP2      | 43 | Extrême Limite ARIC           | Philippe Haezebrouck Philippe Thirion                  | Judd HK 3,6 L V8                         | D     | 83    |
| 38 Abandon  | LMP2      | 40 | Race Performance              | Michel Frey Jonathan Hirschi Ralph Meichtry            | Oreca 03                                 | D     | 45    |
| 38 Abandon  | LMP2      | 40 | Race Performance              | Michel Frey Jonathan Hirschi Ralph Meichtry            | Judd HK 3,6 L V8                         | D     | 45    |
| 39 Abandon  | LMGTE Am  | 70 | Larbre Compétition            | Pascal Gibon Christophe Bourret Jean-Philippe Belloc   | Chevrolet Corvette C6.R                  | M     | 39    |
| 39 Abandon  | LMGTE Am  | 70 | Larbre Compétition            | Pascal Gibon Christophe Bourret Jean-Philippe Belloc   | Corvette 5.5L V8                         | M     | 39    |
| 40 Abandon  | LMGTE Pro | 97 | Aston Martin Racing           | Stefan Mücke Adrián Fernández Darren Turner            | Aston Martin Vantage GTE                 | M     | 11    |
| 40 Abandon  | LMGTE Pro | 97 | Aston Martin Racing           | Stefan Mücke Adrián Fernández Darren Turner            | Aston Martin 4,5 L V8                    | M     | 11    |
| Non partant | LMGTE Am  | 61 | AF Corse-Waltrip              | Robert Kauffman Brian Vickers Rui Águas                | Ferrari 458 Italia GT2                   | M     | –     |
| Non partant | LMGTE Am  | 61 | AF Corse-Waltrip              | Robert Kauffman Brian Vickers Rui Águas                | Ferrari 4,5 L V8                         | M     | –     |
| Non partant | LMP2      | 27 | Status GP                     | Alexander Sims Yelmer Buurman Romain Iannetta          | Lola B12/80                              | D     | –     |
| Non partant | LMP2      | 27 | Status GP                     | Alexander Sims Yelmer Buurman Romain Iannetta          | Judd HK 3,6 L V8                         | D     | –     |